# Pepp Münster
Pepp Münster (Lebensdaten unbekannt) war ein deutscher Fußballspieler.

## Karriere
Münster, Stürmer des VfB Königsberg, bestritt in den vom Baltischen Rasen- und Wintersport-Verband organisierten Meisterschaften Punktspiele.
Mit der Auflösung des Verbandes Königsberger Ballspiel-Vereine und der Gründung des Baltischen Rasen- und Wintersport-Verbandes wurde mit der Saison 1907/08 in drei regionalen Bezirksklassen die erste Baltische Meisterschaft ausgespielt. 
Nachdem er mit seiner Mannschaft als Meister 1909 aus dem Bezirk Ostpreußen punktgleich mit dem SV Prussia-Samland Königsberg hervorgegangen war und das in Hin- und Rückspiel ausgetragene Entscheidungsspiel um Platz 1 jede Mannschaft für sich entscheiden konnte, gewann seine Mannschaft das notwendig gewordene 3. Spiel mit 3:1.
Im Finale der Endrunde um die Baltische Meisterschaft traf seine Mannschaft auf den BuEV Danzig, der zuvor den Elbinger FC 05 mit 3:1 besiegt hatte. Das Ergebnis der am 18. April 1909 ausgetragenen Begegnung fiel mit dem 1:0-Sieg denkbar knapp aus.
Aufgrund des regionalen Meistertitels war sein Verein auch in der Endrunde um die Deutsche Meisterschaft vertreten. Sein Debüt am 2. Mai 1909 auf dem Königsberger Walter-Simon-Sportplatz krönte er bei der 1:12-Viertelfinalniederlage gegen den BTuFC Viktoria 89 mit dem einzigen Tor seiner Mannschaft, dem Treffer zum 1:6.

## Erfolge
- Teilnehmer an der Endrunde um die Deutsche Meisterschaft 1909
- Baltischer Meister 1909
- Bezirksmeister Ostpreußen 1909